# US 에어웨이스 셔틀
US 에어웨이즈 셔틀(영어: US Airways Shuttle)은 1961년에 설립된 US 에어웨이즈의 자회사이자 마케팅 기업으로 주로 미국 북동부 위주로 서비스를 제공한다.

## 보유 기종
- 2011년 11월 US 에어웨이즈 셔틀은 다음과 같은 기종을 운항하고 있다.[1]

## 같이 보기
- 미국의 없어진 항공사 목록